# Menton
Menton (Mentan en mentonasco, Mentone en italiano) es una comuna francesa situada en el departamento de Alpes Marítimos, de la región de Provenza-Alpes-Costa Azul. Está situada casi en la frontera italiana, a medio camino entre la ciudad italiana de Ventimiglia y el principado de Mónaco.  El gentilicio de sus habitantes en la lengua mentonasca es: mentonasc o mentounasc en singular y mentonaschi (pronunciación: [mentonaski])  en plural.
El limón es uno de los símbolos de Menton, ya que se trata de la única región de Francia en la que fructifican los limoneros, gracias a un incomparable microclima. Desde hace algunos años se celebra la Fiesta del Limón, en febrero. El geógrafo Elisée Reclus le dio el sobrenombre de "La perla de Francia". La villa se asoma al mar Mediterráneo, y posee un hermoso campanario. En Mentón residieron y fallecieron el novelista español Vicente Blasco Ibáñez y Aubrey Beardsley, así como Pilar Cuevas y Bringas Marquesa de Alta Villa Casale Monferrato del Piamonte y Jean Cocteau pasaron largas temporadas. También la escritora inglesa Lesley Blanch vivió en la localidad.

## Historia
La fundación de la población la hicieron los ligures, (que también fundaron Mónaco y otras localidades próximas), y tras diversos avatares históricos, en los que cambió de vasallaje una y otra vez, se convirtió en ciudad hacia 1200. Del 1346 al 1848, la ciudad de Mentón perteneció al Principado de Mónaco, con la única interrupción de la Revolución francesa. Tras un breve período iniciado en 1848 en el que perteneció a Cerdeña, en 1860 pasa a formar parte de Francia, como consecuencia de un referéndum. Durante la Segunda Guerra Mundial fue ocupada por Italia, de 1940 a 1943.

## Demografía
- Población de Menton: 29.389 habitantes
- Densidad de población de Menton: 2.091,7 /km²

| 3 060 | 3 289 | 3 336 | 4 837 | 4 904 | 5 699 | 6 644 | 7 819 | 11 000 | 9 387 | 9 050 | 9 044 | 9 944 | 13 029 | 18 001 | 18 645 | 22 604 | 23 417 | 21 703 | 13 864 | 17 109 | 19 904 | 25 040 | 25 143 | 25 086 | 29 141 | 28 812 | 28 683 | 28 926 | 30 231 |
| Para los censos de 1962 a 1999 la población legal corresponde a la población sin duplicidades (Fuente: INSEE [Consultar]) |       |       |       |       |       |       |       |        |       |       |       |       |        |        |        |        |        |        |        |        |        |        |        |        |        |        |        |        |        |

## Cultura
Mentón es el centro cultural del llamado País Mentonasco.

## Lugares de interés
- La Iglesia de San Miguel Arcángel es la iglesia más grande y más bella de estilo barroco de toda la Costa Azul. La iglesia fue erigida donde antes se alzaban dos antiguos templos. En su lugar, hoy se posa la torre del campanario, del siglo XV. La fachada barroca consta de dos platas y dispone de una gran armonía en la estructura de columnas, pilastras, arquitabes y frontones. En el interior destaca la decoración de estilo barroco en estado puro, un hermoso retablo de André Manchello representa a San Miguel.

- La Capilla de la Inmaculada Concepción fue construida entre 1680 y 1687 fuera de las murallas de la ciudad medieval. Testigo de la apertura de la ciudad al oeste, fue abierta al culto en 1687. Desde 1947 está declarada como Monumento Histórico.

- La Iglesia Rusa fue construida en 1908, después que en 1880 la Gran Duquesa Anastasia fundara la Asociación Ortodoxa Rusa de Santa Anastasia, para dar cabida a la gran colonia rusa en Menton. El edificio fue diseñado con una mezcla de diferentes estilos orientales y occidentales rusos. Tras la Segunda Guerra Mundial el edificio quedó dañado, por lo que en 1958 se rehabilita la cúpula y la fachada.

- La Iglesia de San Juan Evangelista fue construida entre 1867 y 1868 cuando la ciudad era muy popular entre los turistas ingleses. Fue erigida en estilo neo-gótico, junto con un campanario que fue destruido por un terremoto en 1887 y que nunca fue reconstruido. En el interior destaca un altar dedicado a la Virgen, construido en 1875.

- La Ciudad Vieja se erige entre callejuelas verticales y fachadas de color ocre. El arte barroco ha dado como resultado una notable composición de ese estilo, la Plaza de la Basílica de San Miguel y unos pasos más arriba la Capilla de los Penitentes Blancos. En lo alto de la colina, el cementerio del Viejo Castillo, el último complejo de los aristócratas rusos y británicos, ofrece incomparables vistas sobre la ciudad, el mar y las montañas de Italia.
- El Jardín Sierra de la Madonna, un jardín botánico de 6 hectáreas de extensión.

## Ciudades hermanadas
- Montreux, Suiza
- Baden-Baden, Baden-Wurtemberg, Alemania

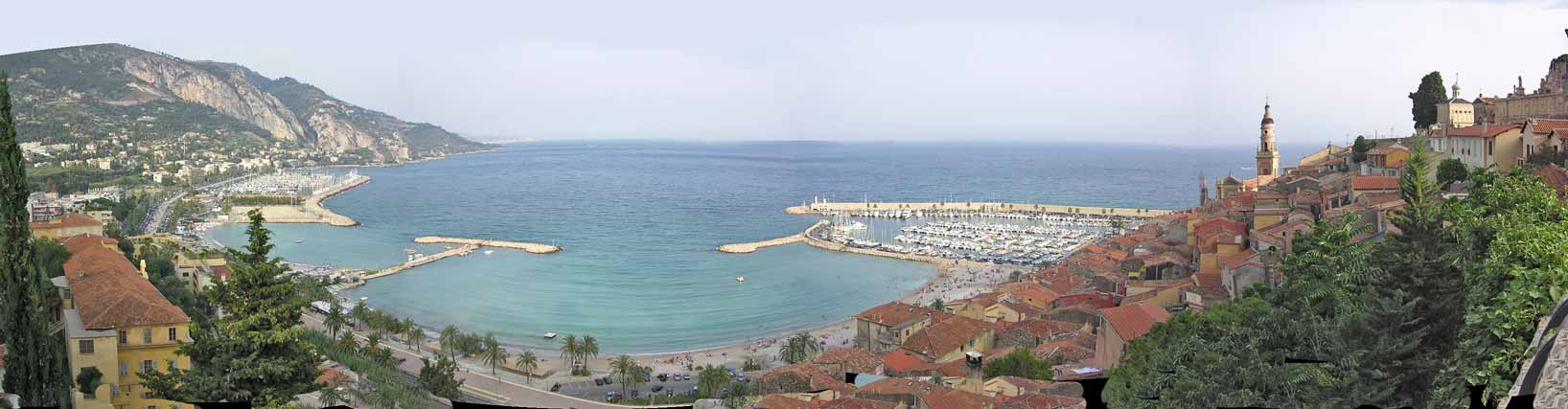
- Panorámica de Menton (Francia).

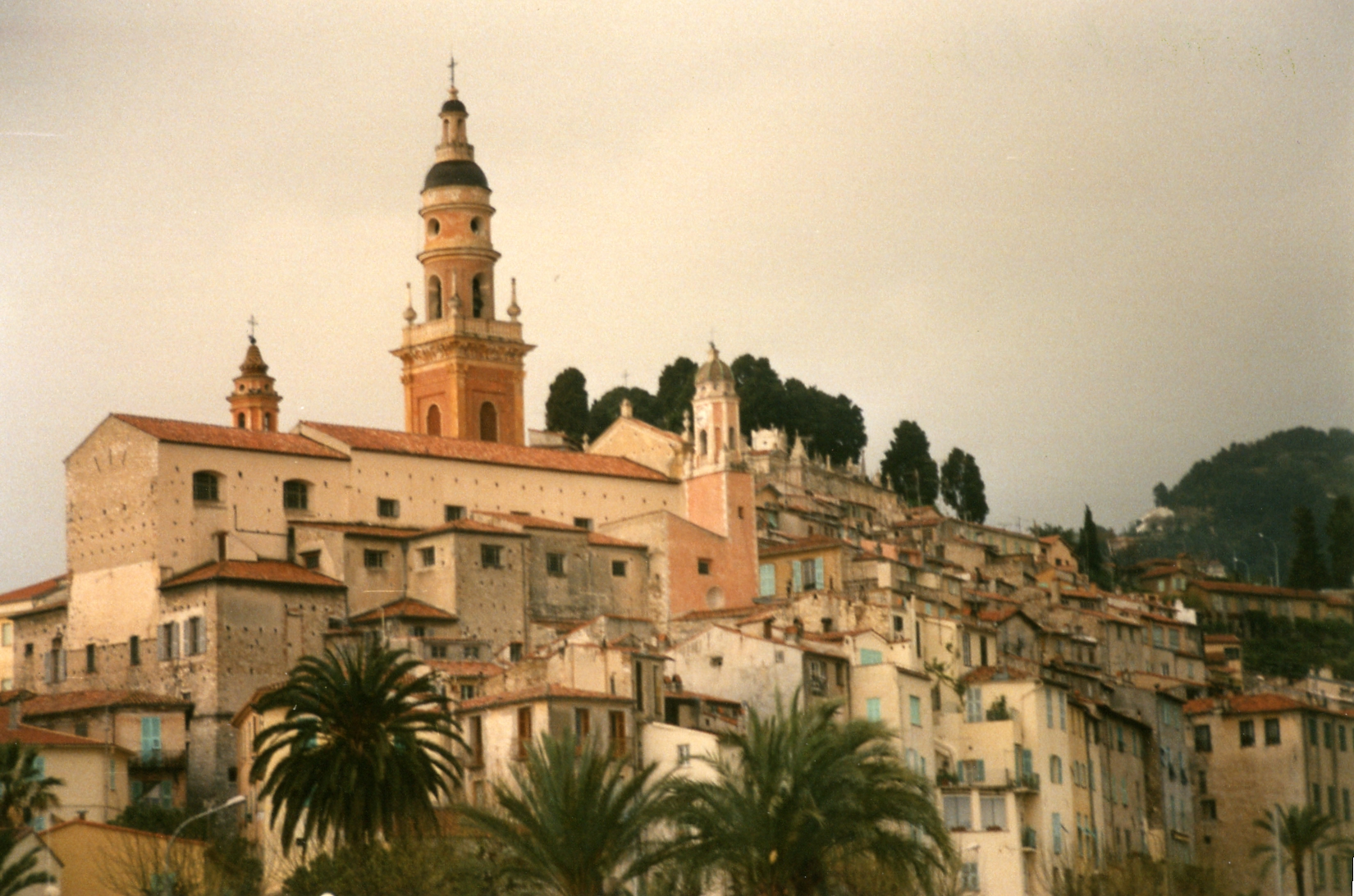
Vista de Menton (Francia).

- Sochi, Rusia

- Burjasot, España